# Ronde van Spanje 2019/Zesde etappe
De zesde etappe van de Ronde van Spanje 2019 werd verreden op 29 augustus tussen Mora de Rubielos en Ares del Maestrat. Deze etappe ging over golvend parcours met vier geclassificeerde bergtoppen, respectievelijk van de 2e en drie keer 3e categorie. De finishlijn lag op de Ares del Maestrat (7,9 kilometer à 5 %).
Na een mislukte poging van vier renners in het begin, ontsnapte Wout Poels uit het peloton en passeerde solo de eerste top. Kort daarna kreeg hij gezelschap van Lawson Craddock (EF Education First) en Stéphane Rossetto (Cofidis), maar vijf kilometer verder was hij al weer alleen. Na solo aankomst op de tweede top liet hij zich terugzakken in het peloton. Hierna ontstond een kopgroep, bestaande uit elf renners met onder andere de Belg Dylan Teuns en de Nederlander Robert Gesink, die een maximale voorsprong van rond de vier en een halve minuut bereikten. Waar Tejay van Garderen (EF Education First) na een valpartij uit de kopgroep verdween - hij finishte als 169 en laatste -, vulden de resterende tien de top-10 van de dag in. Jesús Herrada behaalde de dagzege, Teuns werd de nieuwe klassementsleider. Ook David de la Cruz en Gesink drongen de top-10 binnen.
Door een valpartij in het peloton gaven de nummers 5 en 6 van het klassement Nicolas Roche (Team Sunweb) en Rigoberto Urán (EF Education First) de strijd op, evenals Urán ploeggenoot Hugh Carthy en Víctor de la Parte (CCC Team) die hier ook bij betrokken waren.
| Mora de Rubielos – Ares del Maestrat (198,9 km) |                    |                  |          |
| Plaats                                          | Naam               | Ploeg            | Tijd     |
| 1                                               | Jesús Herrada      | Cofidis          | 4u43'55" |
| 2                                               | Dylan Teuns        | Bahrain-Merida   | + 7"     |
| 3                                               | Dorian Godon       | AG2R La Mondiale | + 21"    |
| 4                                               | Robert Gesink      | Team Jumbo-Visma | z.t.     |
| 5                                               | Bruno Armirail     | Groupama-FDJ     | + 37"    |
| 6                                               | Paweł Poljański    | BORA-hansgrohe   | + 39"    |
| 7                                               | Nélson Oliveira    | Movistar Team    | + 45"    |
| 8                                               | Gianluca Brambilla | Trek-Segafredo   | + 47"    |
| 9                                               | David de la Cruz   | Team INEOS       | + 50"    |
| 10                                              | Tsgabu Grmay       | Mitchelton-Scott | + 2'35"  |

| Algemeen klassement |                    |                   |           |
| Plaats              | Naam               | Ploeg             | Tijd      |
| Rode trui           | Dylan Teuns        | Bahrain-Merida    | 23u44'00" |
| 2                   | David de la Cruz   | Team INEOS        | + 38"     |
| 3                   | Miguel Ángel López | Astana Pro Team   | + 1'00"   |
| 4                   | Primož Roglič      | Team Jumbo-Visma  | + 1'14"   |
| 5                   | Nairo Quintana     | Movistar Team     | + 1'23"   |
| 6                   | Robert Gesink      | Team Jumbo-Visma  | z.t.      |
| 7                   | Alejandro Valverde | Movistar Team     | + 1'28"   |
| 8                   | Esteban Chaves     | Mitchelton-Scott  | + 2'17"   |
| 9                   | Rafał Majka        | BORA-hansgrohe    | + 2'18"   |
| 10                  | Tadej Pogačar      | UAE Team Emirates | + 2'47"   |

1e etappe ·
2e etappe ·
3e etappe ·
4e etappe ·
5e etappe ·
6e etappe ·
7e etappe ·
8e etappe ·
9e etappe ·
10e etappe ·
11e etappe ·
12e etappe ·
13e etappe ·
14e etappe ·
15e etappe ·
16e etappe ·
17e etappe ·
18e etappe ·
19e etappe ·
20e etappe ·
21e etappe
Startlijst · Eindstanden · Afbeeldingen